# Atiyah Abd-al Rahman
Atiyah Abd al-Rahman (en arabe: عطية عبد الرحمن), (vers 1970 - 22 août 2011), de son vrai nom Jamal Ibrahim Ashtiwi al-Misrati, également connu sous le nom d'Atiyah Allah, est un islamiste libyen, un ex-responsable du Groupe islamique combattant en Libye et un important cadre d'Al-Qaïda. Il était considéré par le gouvernement américain comme le no 2 de l'organisation après l'intronisation d'Ayman al-Zawahiri à la tête du groupe faisant suite au décès d'Oussama Ben Laden, fondateur d'Al-Qaida, le 2 mai 2011. Le gouvernement américain (Rewards for justice) offrait une prime d'un million de dollars pour sa capture.

## Biographie
Il naît en Libye dans les années 1970, probablement à Misrata. 
Il est réputé avoir combattu les Soviétiques en Afghanistan à la fin des années 1980, alors qu'il était encore adolescent. C'est à cette époque qu'il rejoint les rangs d'Al-Qaida alors dirigée par Oussama Ben Laden, son fondateur. Il se forme à la confection d'explosifs et devient une figure respectée en raison de ses connaissances religieuses. Il était connu pour être un cadre du Groupe islamique combattant en Libye.
En 1993, il se rend en Algérie pour servir d'intermédiaire entre les salafistes locaux et la direction centrale d'Al-Qaida sur fond de guerre civile. Il est fait prisonnier sur la décision d'un commandant du GIA et menacé de mort pour des raisons obscures. Il parvient à s'évader en compagnie d'autres prisonniers libyens et rentre en Afghanistan. Concernant les massacres qui ont été commis pendant la guerre civile algérienne, Atiyah témoigne : «Il y a ceux qui [...] disent [...] que ce sont les officiers qui ont fait ça, la France; etc. Nous ne faisons que dissimuler [la vérité pour disculper] les gens de l'Islam, [mais] tous ces massacres se sont produits durant les derniers jours de Zitouni et les jours d'Antar Zouabri. Tous [ont été commis par] le Groupe islamique armé».
À la suite des attentats du 11 septembre 2001, les combats de la Guerre d'Afghanistan (2001) aboutissent à la chute du régime des Talibans et poussent de nombreux cadres d'Al-Qaida à se replier dans les régions montagneuses entre l'Afghanistan et le Pakistan. 
Au sein d'Al-Qaida, Atiyah poursuit son rôle d'intermédiaire entre les membres irakiens et iraniens de la nébuleuse. Le gouvernement américain, sur le site Reward for Justice, le présentait comme "l'émissaire d'Al-Qaida en Iran, adoubé par Oussama Ben Laden". Il est l'auteur présumé d'un courrier adressé en 2006 au militant jordanien Abou Moussab al-Zarqaoui, chef d'Al-Qaida en Irak, quelques mois avant son décès. Identifié sous le nom d'"Atiyah", il menace Zarqaoui d'être relevé de ses fonctions en raison de sa brutalité qui lui aliénait les chefs de tribus sunnites irakiens et de ses méthodes expéditives que désapprouvaient les cadres de la direction centrale d'Al-Qaida. Le contenu de la lettre analysé par les services de contreterrorisme tend à confirmer les rumeurs qui courent sur la forte probabilité que les principaux chefs de la nébuleuse se trouvent dans la région frontalière entre l'Afghanistan et le Pakistan depuis 2001.
Activement recherché par Washington, il est présumé mort dans l'attaque d'un drone américain perpétrée contre le village de Khaisoori au nord du Waziristan le 7 octobre 2010, mais l'annonce de son décès s'est plus tard révélée fausse.
Après la mort d'Oussama Ben Laden à Abbottabad et la nomination d'Ayman al-Zawahiri à la tête de la nébuleuse, Atiyah est désigné comme le nouveau no 2 de l'organisation. À ce titre, un haut-responsable américain a indiqué que son influence au sein d'Al-Qaida avait considérablement évolué. Atiyah assurait la direction opérationnelle de la nébuleuse à la place d'Oussama Ben Laden, lequel ne jouait plus de rôle opérationnel à la tête de la nébuleuse, comme le prouve l'analyse des documents récupérés sur place par le commando des forces spéciales américaines responsable de son décès. 
Le 3 mai 2012, l'académie militaire de West Point publie sur son site internet dix-sept documents parmi les milliers d'autres récupérés dans la résidence d'Oussama Ben Laden. Dans un courrier adressé à Atiyah Abd al-Rahman daté du 21 octobre 2010, Ben Laden suggère de relocaliser certains cadres de la nébuleuse dans l'est de l'Afghanistan pour échapper aux attaques de drones perpétrées par l'armée américaine au Waziristan. Dans la même lettre, le chef d'Al-Qaida demande à Atiyah d'entreprendre des recherches afin de trouver un refuge pour son fils Hamza à Peshawar, au nord du Pakistan.

## Décès
Atiyah Abd al-Rahman est annoncé mort le 22 août 2011 dans l'attaque de deux missiles tirés par un drone de la CIA contre un véhicule circulant à l'intérieur des zones tribales au nord-ouest du Pakistan. Après plusieurs mois d'incertitude, son décès est finalement confirmé par Ayman al-Zawahiri en décembre 2011
Des experts ont estimé que sa disparition constituait un sérieux revers pour Al-Qaida : " Le matériel qui a été trouvé dans la maison de Ben Laden a clairement montré que [Atiyah abd al-Rahman] était profondément impliqué dans la direction des opérations d'Al-Qaida. Il a assumé plusieurs responsabilités dans l'organisation et sera très difficile à remplacer" affirme un haut-responsable américain.
Une source ayant étudié les documents retrouvés dans le complexe fortifié d'Abbottabad et ne pouvant être identifiée déclare que : «Le vrai chef opérationnel, le directeur exécutif d’Al Qaida qui s’occupait de l’animation du réseau au quotidien, c’était Atiyah abd al-Rahman. Sa mort est un gros succès pour l’Amérique et une perte inestimable pour l’organisation».
Ces frappes ont également provoqué la mort d'au moins 12 civils..